# Boualem Bensaïd
Pour les articles homonymes, voir Bensaïd.
Boualem Bensaïd (en arabe : بوعلام بن سعيد), né le 11 novembre 1967 à Alger, est un terroriste algérien membre du Groupe islamique armé et l’un des principaux responsables de la vague d'attentats commis en France en 1995, notamment celui du RER B à Saint-Michel. Il est arrêté à l’automne 1995.

## Biographie
Né à Alger le 11 novembre 1967, il grandit dans une famille de onze enfants, son père est commerçant ambulant et sa mère sans profession. Après avoir raté le baccalauréat, il entame une formation d'éducateur sportif, pratique les arts martiaux et fait partie de l'équipe nationale algérienne de karaté. Il participe en 1988 « au soulèvement populaire qui a bousculé tout le système politique du parti unique du FLN », et entre en clandestinité à partir de 1990[réf. nécessaire].
En décembre 1994, il quitte l'Algérie en pleine guerre civile pour ne pas devoir y effectuer son service militaire. Il indique : « J'ai refusé d'intégrer la caserne pour ne pas obéir à des ordres d'aller tirer sur des civils. ». Il se rend clandestinement en Belgique et aux Pays-Bas.
Il est arrêté le 1er novembre 1995 à la sortie d'une cabine téléphonique du 16e arrondissement de Paris, à proximité de son domicile, 30, rue Félicien-David, par les hommes de la 6e division de la direction centrale de la police judiciaire qui saisissent chez lui 4,8 kilos de chlorate de soude cachés dans un baril de lessive, un avis de transfert de fonds de 38 000 F émis d'Angleterre et les comptes des dépenses. Il est placé en garde à vue à la division nationale antiterroriste (DNAT). En juillet 1997, il est mis en examen pour « assassinats, tentatives d'assassinats, destruction par explosifs ayant entraîné la mort, des mutilations ou une infirmité permanente, et association de malfaiteurs en relation avec une entreprise terroriste ».
Le 15 septembre 1999, Boualem Bensaïd est condamné par la 14e chambre du tribunal correctionnel de Paris à dix ans de prison et à une interdiction définitive du territoire pour « association de malfaiteurs en relation avec une entreprise terroriste ». Lors du prononcé du jugement, il proteste d'un « Allahu akbar ! » puis s'écrie « Vous en serez témoin devant Dieu ».
Le 17 novembre 2000, il est condamné à trente ans de réclusion criminelle (avec vingt ans de période de sûreté) pour une tentative d'attentat en août 1995 contre un TGV Lyon-Paris, et acquitté de l'accusation concernant la fusillade de Bron (Rhône) contre des policiers survenue le 15 juillet 1995.
Le 30 octobre 2002, il est condamné par la cour d'assises spéciale à la réclusion criminelle à perpétuité assortie d’une période de sûreté de vingt-deux ans, peine confirmée le 27 novembre 2003 par la cour d'assises d'appel de Paris qui le reconnaît coupable d'être l'auteur des attentats de Saint-Michel (huit morts et 150 blessés le 25 juillet 1995) et de l'avenue d'Italie (près de la station de métro Maison Blanche, 6 octobre, une vingtaine de blessés) et d'être complice pour l'attentat du Musée d'Orsay, commis le 17 octobre 1995. Le 24 novembre 2004, la Cour de cassation rejette son pourvoi pour les attentats de la station RER Saint-Michel (25 juillet), de l'avenue d'Italie (6 octobre) et de la gare du Musée d’Orsay du RER C (17 octobre).
Le 27 mai 2020, après 25 ans en prison, il demande sa remise en liberté ; celle-ci est refusée, de même qu’une nouvelle demande le 30 mars 2022. En 2025, dans un contexte de crise diplomatique entre la France et l'Algérie, il fait une nouvelle demande de libération suivie d'expulsion, qui est refusée par la Cour de Cassation. Une décision de la Cour d'appel de Paris du 10 juillet 2025 le déclare libérable à compter du 1er août 2025 sous condition qu'il soit expulsé vers l'Algérie,.